# Bromphenolrot
Bromphenolrot ist eine chemische Verbindung aus der Gruppe der Triphenylmethanfarbstoffe und ist mit dem Phenolrot verwandt. Sie wird als Indikatorsubstanz verwendet, die ihre Farbe von Gelb zu Purpur ändert im pH Bereich von 5,2 bis 6,8. Bei einem pH-Wert von 4,8 liegt der Absorptionsbereich bei 435–440 nm, bei 6,3 bei 574–577 nm.